# Fridlevstad
Fridlevstad is een plaats in de gemeente Karlskrona in het landschap Blekinge en de provincie Blekinge län in Zweden. De plaats heeft 660 inwoners (2005) en een oppervlakte van 90 hectare.

## Verkeer en vervoer
Bij de plaats lopen de Riksväg 28 en Länsväg 122.